# Cilicaeopsis glebosa
Cilicaeopsis glebosa är en kräftdjursart som beskrevs av Harrison och David Malcolm Holdich 1984. Cilicaeopsis glebosa ingår i släktet Cilicaeopsis och familjen klotkräftor. Inga underarter finns listade i Catalogue of Life.